# بومی‌های آمریکای مرکزی
بومی‌های آمریکای مرکزی به آن دسته از اقوام ساکن در قاره آمریکای مرکزی گفته می‌شود که نسل و تبار سرخپوست داشته و از اقوامی باشند که از دوران پیشاکلمبی یعنی پیش از ورود اروپایی‌ها در اواخر قرن پانزدهم در این منطقه جغرافیایی بسر می برده‌اند.از مهمترین اقوام این منطقه می‌توان به قوم مایا، آزتک‌ها، قوم پی‌پیل اشاره نمود.